# Wiesław Zych

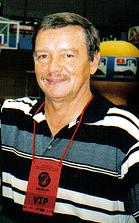

Wiesław Zych (ur. 7 stycznia 1947 w Bobowej) – międzynarodowy sędzia koszykarski, komisarz i obserwator FIBA oraz PLK, prezes PLKK, założyciel Polskiej Ligi Koszykówki.

## Życiorys
Gdy miał rok wraz z rodzicami przeprowadził się do Kłodzka. W trakcie nauki w liceum rozpoczął sędziowanie meczów koszykówki. W 1965 uzyskał licencję trenerską. Po maturze uczył się w Studium Nauczycielskim w Jeleniej Górze. Następnie podjął naukę w Wyższej Szkole Rolniczej we Wrocławiu, gdzie uzyskał tytuł "magister inżynier technologii przemysłu mięsnego". W wieku 24 lat został arbitrem ekstraklasy. W 1979 w Tallinnie zdał egzamin na Sędziego Międzynarodowego. W 1988 roku sędziował wszystkie trzy finały europejskich pucharów: Koracza, Saporty i Europy Mistrzów Krajowych, czyli dzisiejszy Final Four Euroligi. Sędziował podczas najważniejszych imprez koszykarskich, m.in. igrzysk olimpijskich (Seul 1988, Barcelona 1992 i Atlanta 1996 – w dwóch ostatnich także mecze finałowe), mistrzostw świata (1986, 1990, 1994) i Europy, pięć finałów Euroligi (1987, 1988, 1990, 1993 i 1995).